# オニヒョウタンボク
オニヒョウタンボク（鬼瓢箪木、学名: Lonicera vidalii）は、スイカズラ科スイカズラ属の落葉小高木。
直立する小高木で、樹皮が縦に裂け、剥がれ落ちる。枝は中実。子房基部の苞は赤色を帯び、線形になる。花冠は2唇形になり、上唇は4裂し、反り返る。葉の裏面に毛が多く、この属のなかでは葉柄が長い。

## 特徴
高さは3-5mになり、よく分枝して茂る。幹の樹皮は灰褐色になり、縦に裂け、紙状に剥がれ落ちる。枝は茶褐色で中実、微細な腺点がある。葉は対生し、葉柄は長さ5-20mmになり、毛と細かい腺毛が生える。葉身は長さ3-9cm、幅2-5cmの倒卵形から長楕円形で、先端はとがり、基部は円形またはくさび状となって細まり、縁は全縁になる。葉の両面にやや硬い毛が生え、裏面に微細な腺点があり、裏面葉脈上に開出毛が生える。
花期は5-6月。若い枝の下部の葉腋から長さ10-15mmになる花柄を伸ばし、その先に2個の花をつける。子房の基部に2個の苞があり、赤色を帯び、線形で長さ2-4mm、無毛または腺毛が生える。苞の内側にある小苞は卵形で長さ1-2mm、緑色で、縁に腺毛が生え、下部は合着する。子房は楕円形になり、2室あり、無毛または腺毛が生え、基部は合着する。萼片は5裂し、裂片の長さは0.3-0.5mm、縁に腺毛が生える。花冠は2唇形になり、はじめ帯緑白色で、のちに淡黄色を帯び、ふつう毛と腺毛が生える。花冠筒部は長さ5-7mmになり、基部の1方が袋状に膨らむ。上唇は長さ7-10mmになり、4浅裂して外側に反り返り、下唇は長さ7-11mm、楕円形になり、外側に反り返る。雄蕊は5個あり、花冠より長く、花糸の基部には毛が生える。雌蕊は1個、柱頭は頭状になり、花柱の基部に毛が生える。果実は径7-11mmになる球状の液果で、2個の下半分は合着し、7-8月に赤く熟す。果実は有毒。種子は長さ4.5-6mmの卵円形となり、平滑である。

## 分布と生育環境
日本では、岩手県、群馬県、長野県、岡山県、広島県、島根県隠岐島に隔離分布し、ごく一部の山地に生育する。世界では、朝鮮半島南部に分布する。

## 名前の由来
和名オニヒョウタンボクは、「鬼瓢箪木」の意で、樹皮の裂け方など、植物体全体の姿が「荒々しいヒョウタンボク」の意味からきている。
種小名（種形容語）vidalii は、「採集者ビダルの」の意味で、具体的には、明治初期に富岡製糸場に勤務したフランス人医師のヴィダル (Vidal) への献名である。

## 種の保全状況評価
絶滅危惧II類 (VU)（環境省レッドリスト）
都道府県のレッドデータ、レッドリストの選定状況は、次の通りとなっている。岩手県-Aランク、福島県-情報不足(DD)、群馬県-絶滅危惧II類(VU)、埼玉県-絶滅危惧IA類(CA)、長野県-準絶滅危惧(NT)、島根県-準絶滅危惧(NT)、岡山県-絶滅危惧I類、広島県-絶滅危惧II類(VU)。

## ギャラリー

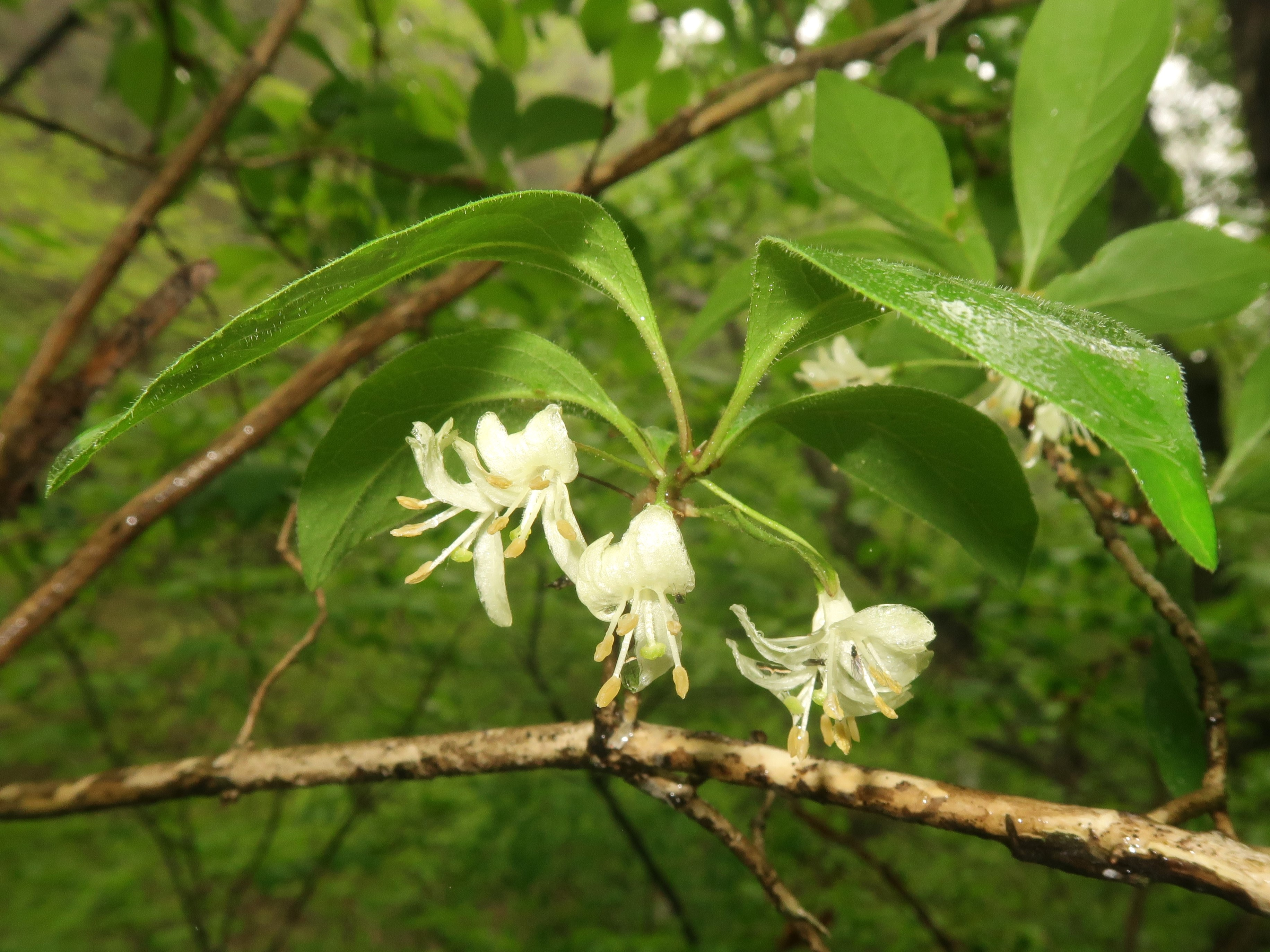
花冠は2唇形になり、上唇は4浅裂して外側に反り返り、下唇は楕円形になり、外側に反り返る。
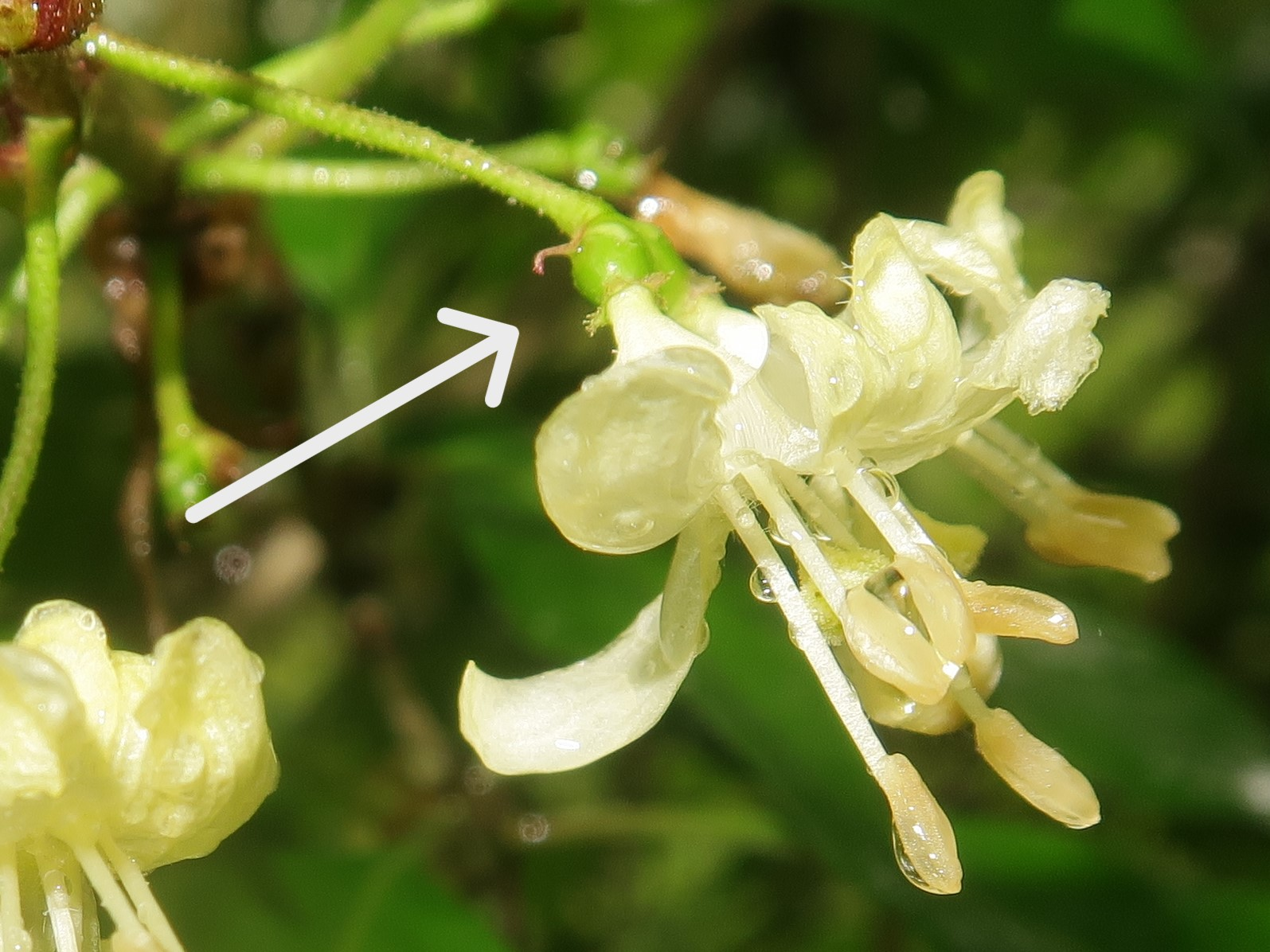
↗矢印。子房の基部に2個の苞があり、赤色を帯び、線形で腺毛が生える。小苞は卵形で、緑色、縁に腺毛が生え、下部は合着する。萼片は5裂し、縁に腺毛が生える。
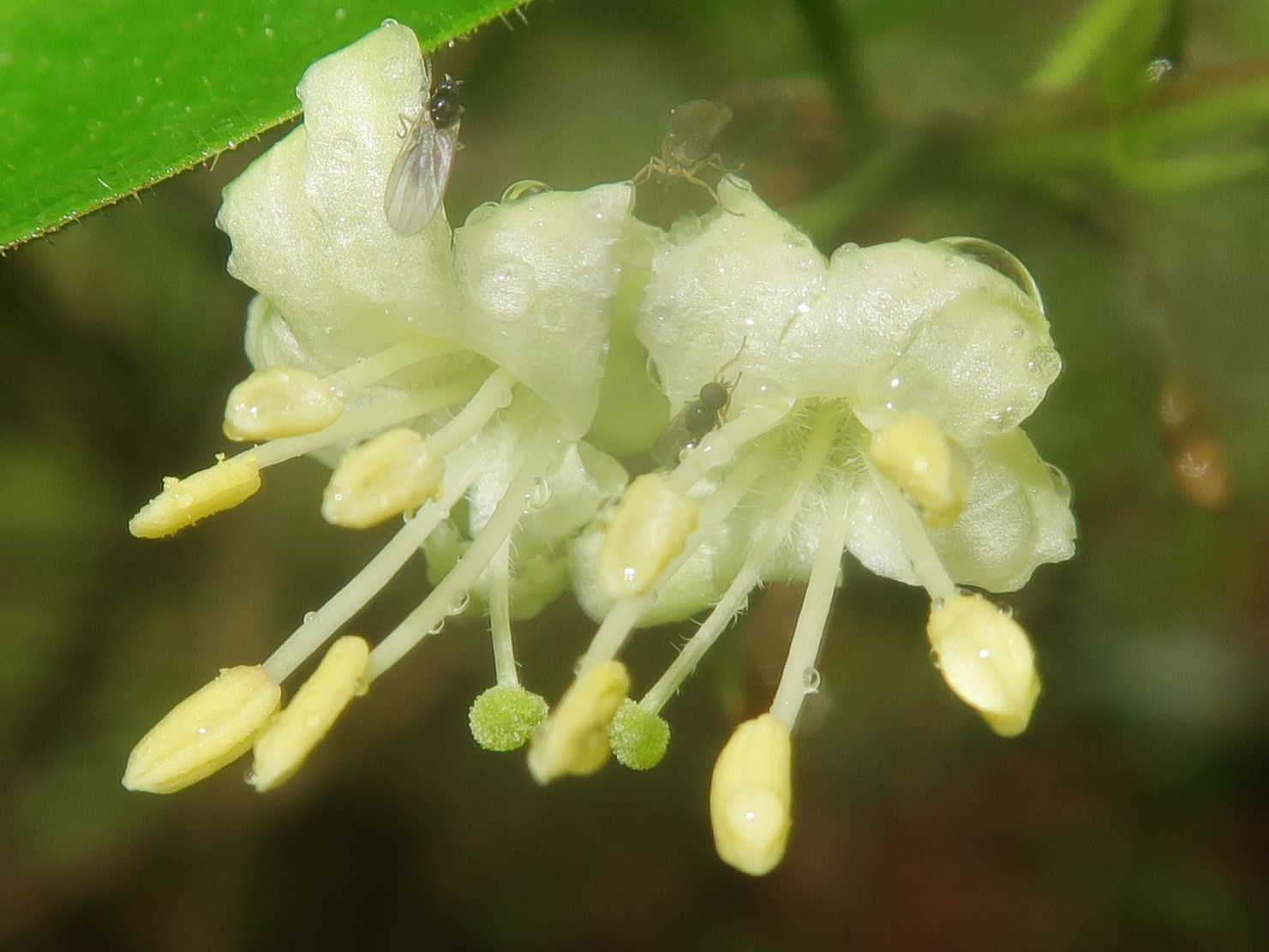
雄蕊と雌蕊の基部に毛が生え、柱頭は頭状になる。
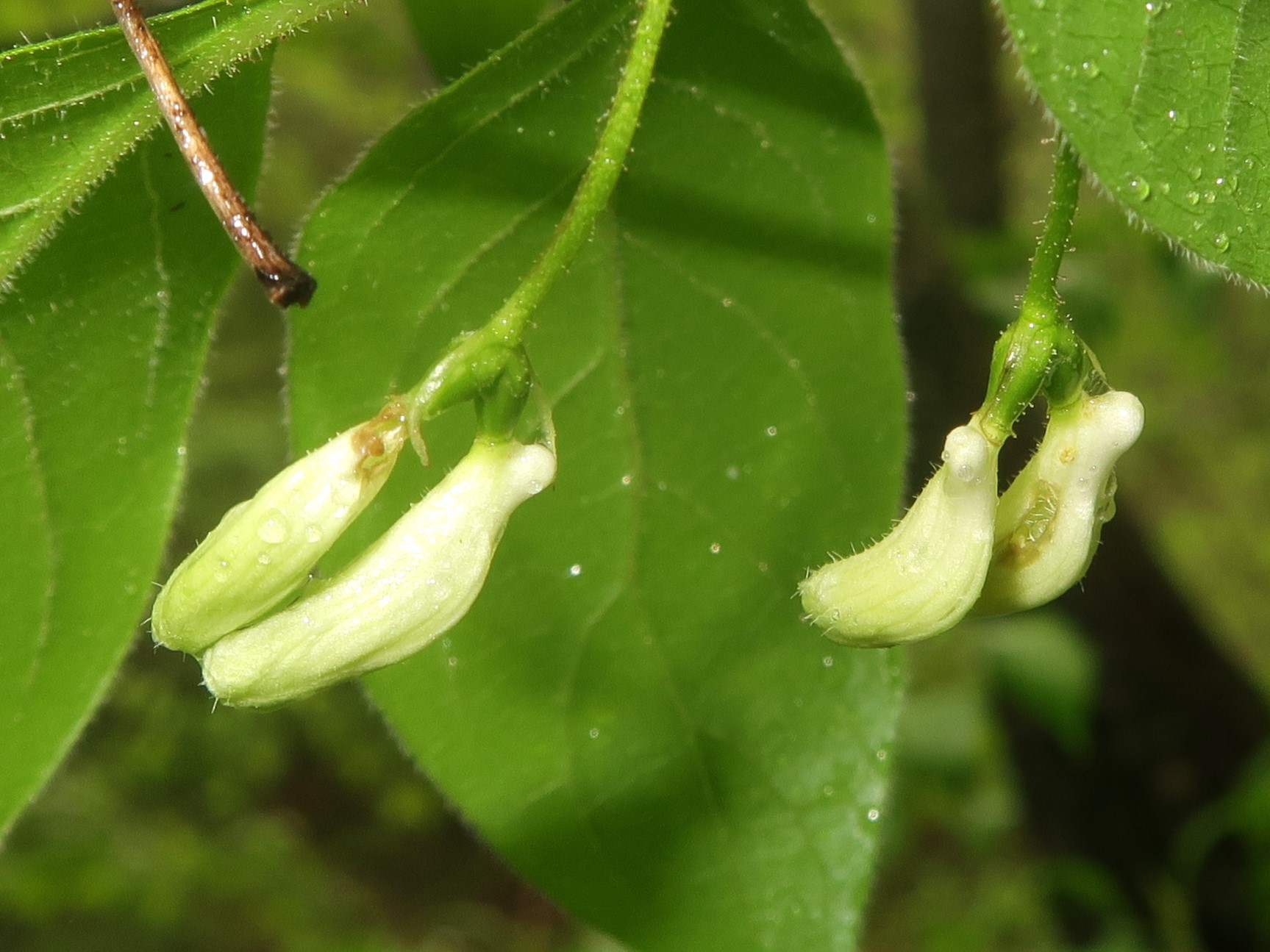
花冠蕾。花冠筒部の基部の1方が袋状に膨らむ。
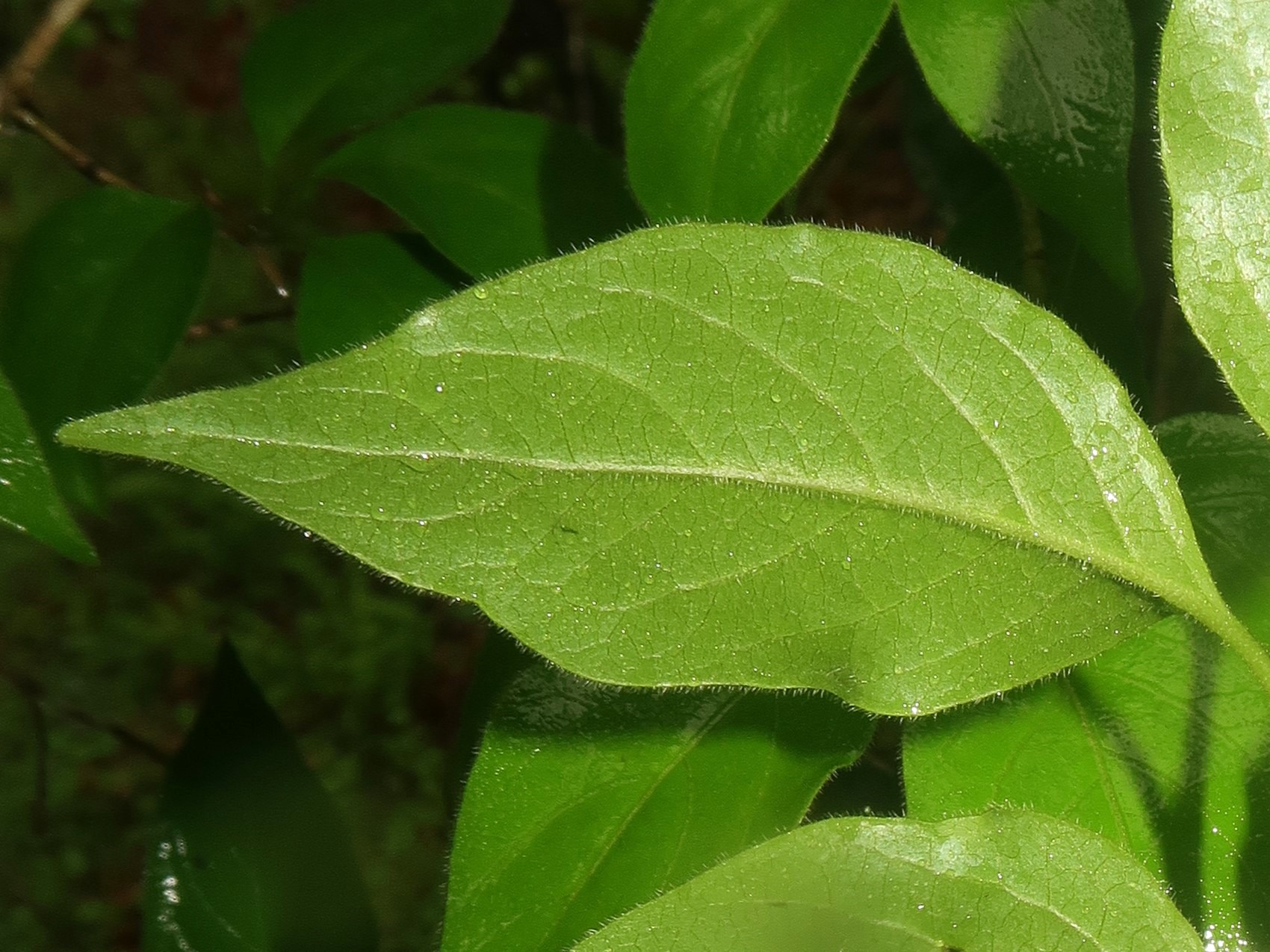
葉の裏面。微細な腺点があり、裏面葉脈上に開出毛が生える。
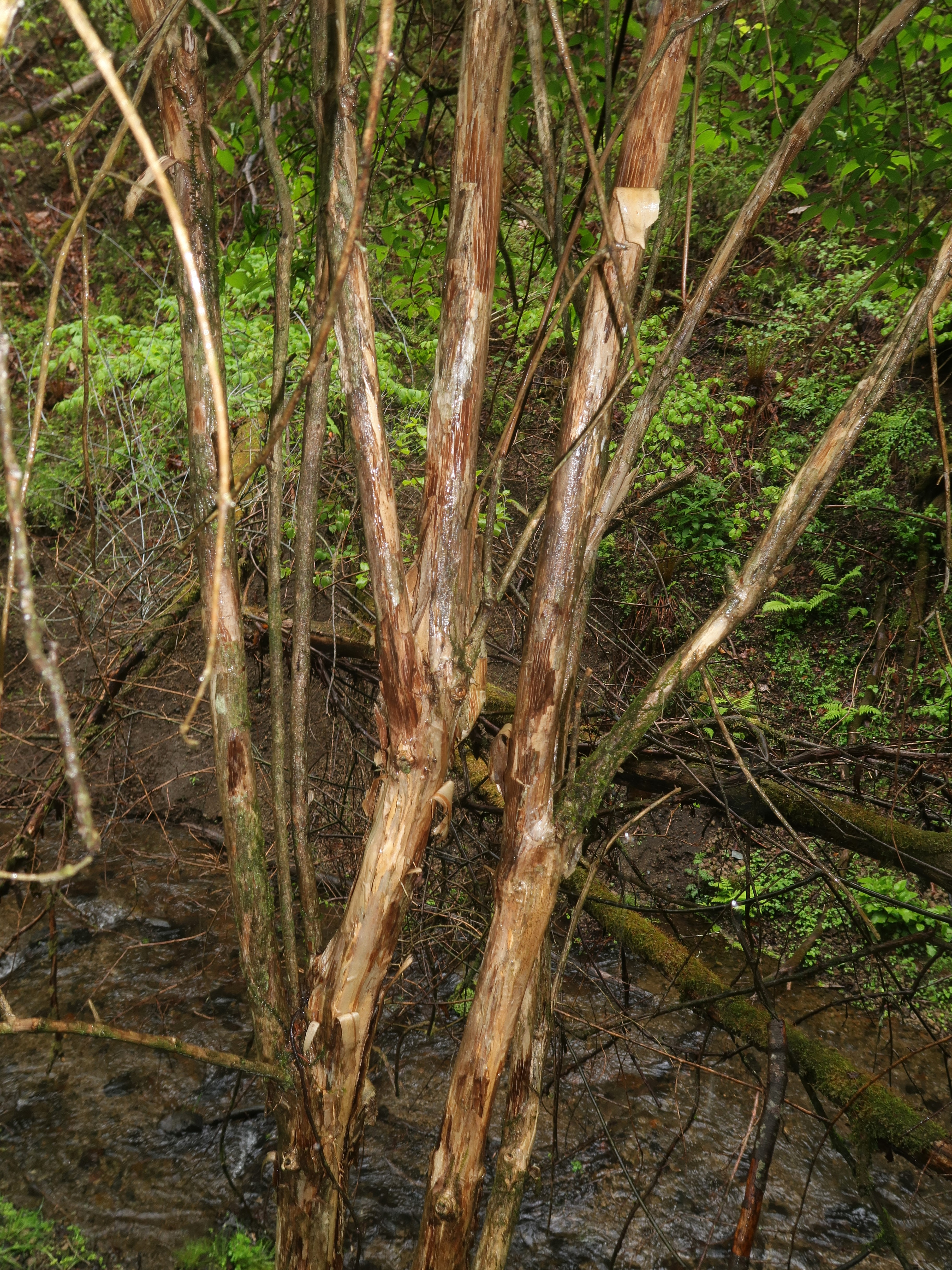
幹の樹皮は縦に裂け、紙状に剝れ落ちる。
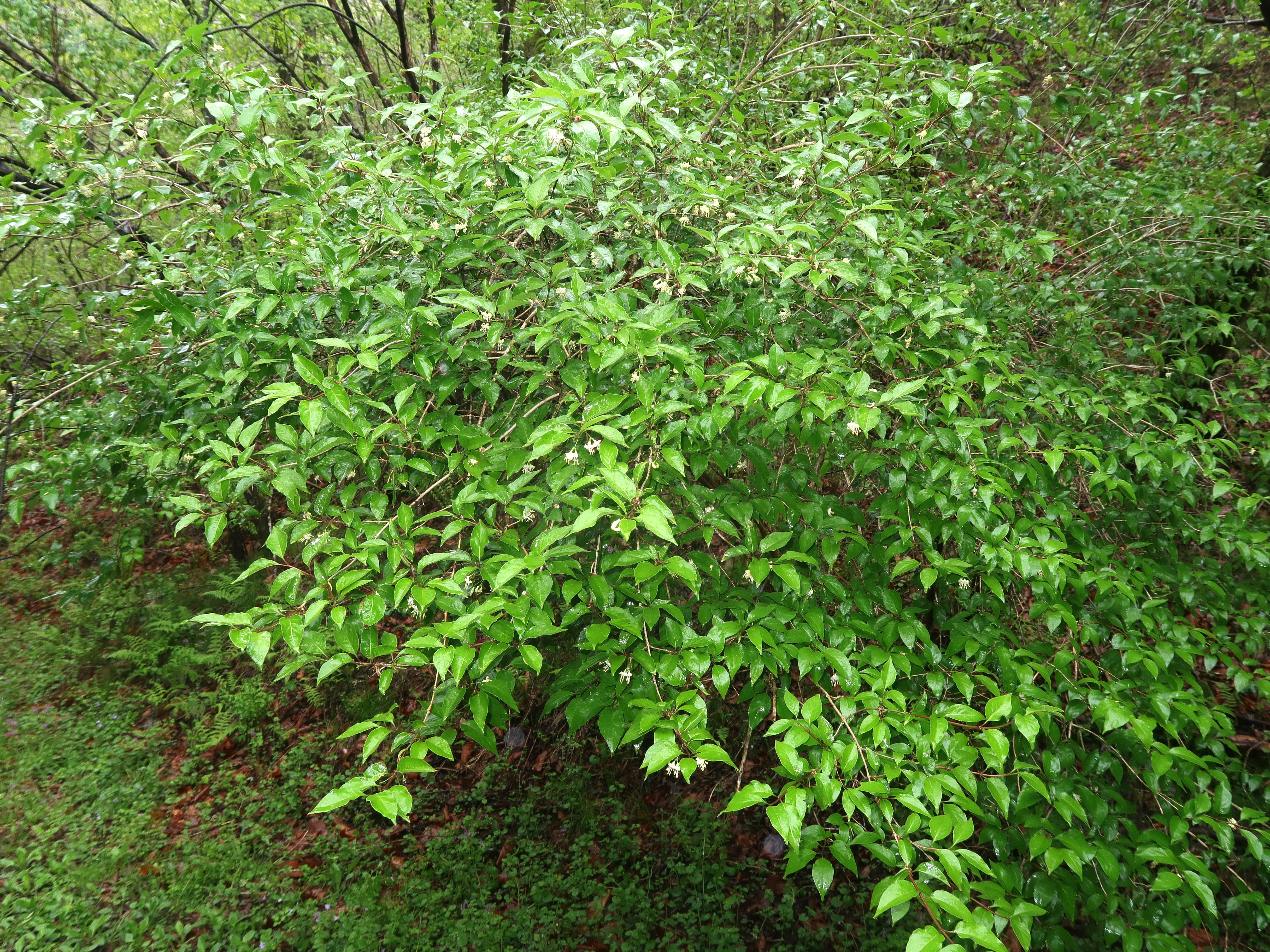
高さは3-5mになり、よく分枝して茂る。